# ConnectBot
ConnectBot是一个Android操作系统上的开源Secure Shell客户端。它可以让用户安全地远程连接到运行着SSH守护程序的服务器中。用户可以从Android设备输入命令，并在远程服务器上执行，而不是本地Android设备。SSH2的标准加密可以使任何命令和数据在传送中不被窃听。

## 功能
- 支持基于用户名和密码的验证方式登录到任意位置的服务器，如本地网络或互联网
- 除了用户名/密码，还支持基于公钥/私钥对的验证方式，以提高安全性
- 可以保存最近访问的主机至菜单中，以便快速重新连接
- 一個非官方的修改版[3]允許Android设备上的其它程序可以使用ConnectBot作为ssh-agent（如Android的git客户端Agit[4]），这样其他程序可以安全地向服务器传递数据和命令

一旦连接远程服务器建立连接，程序会显示一个终端，以发送/接收其中的输入和输出，就像用户在真正的服务器终端面前。

## 评价
ConnectBot是Android操作系统上最流行的SSH客户端，其在Google Play上的下载次数超过1,000,000次，同时获得了30,000多份的评分。

### 软件评论和教程
- AppBrain（页面存档备份，存于）
- 视频教学（页面存档备份，存于）
- Arbi教程（页面存档备份，存于）
- Android Police教程（页面存档备份，存于）